# VCD播放機
影音光盘播放机（VCD player），俗稱VCD播放機，即播放影音壓縮光碟的設備。使用方式大多數皆需要连接到電視機上。除此之外，還有內含液晶顯示器式的產品。

## 简史
由飛利浦開發並銷售的CD-i播放器，部分型号，可以通过加装“数字视频卡”（即DVC模块，1993年秋季发布）支持VCD播放。比如，从1991年到1993年间，发布的CD-i205、CD-i210、CD-i220、CD-i450就可以在加装“数字视频卡”后，成为宽泛意义上的VCD播放机。
但严格意义上来讲，在VCD标准发布后，1993年9月，由万燕电子和Digital Video Systems公司(縮寫記作DVS)合作推出的万燕CDK-320型，是世界上最早的通过商业化生产的VCD播放机，也是世界上最早的专为VCD1.1標準設計的VCD播放機。
然而，VCD播放机商业化的普及，需要等到1994年。此后，VCD播放机，迅速成为中国大陆以及亚洲市场的主流产品，并在1990年代末期因DVD技术的崛起逐渐被取代。大约在2010年左右，中国大陆基本淘汰了VCD播放机。
在VCD標準迭代版本的过程中，VCD的尺寸和存储容量，其实变化并不大。但VCD播放机，尤其是在VCD2.0標準发布后，新出品的VCD播放机，在功能上升级明显，已经很接近DVD播放機了。由于常规的VCD播放机较为笨重、可携带性差。像索尼、松下、爱多等生产厂商，又探索出了便携式VCD播放机的道路。

## 基本功能
VCD播放机的基本功能如下：
- 读取VCD光盘（符合白皮书标准的光盘格式）。
- 解码MPEG-1视频流，最高峰值速率1.5 Mbit/s。
- 解码声音格式编码MPEG-1 Layer 2（MP2），通过立体声连接器输出。
- 输出视频信号，其中模拟信号（PAL或NTSC格式）使用复合视频信号连接器。

## 生產國家
VCD播放机的生产国家有中国大陆、日本、韩国以及部分欧美发达国家（美国、荷兰、法国等）。其中，最大的VCD播放機生產國是中國大陆，1998年共生產2500萬部，佔據全球市場85%份額。每部VCD播放機需向飛利浦、索尼、JVC等專利聯盟支付15美元MPEG-1技術授權費。

## VCD播放軟體
VCD播放軟體是電腦上借助光驱播放VCD视频的软件。实际上，专门只能播放VCD视频的播放软件在现代已经非常少见，因为大多数多媒体播放器都支持多种格式（如VCD、DVD、MP4、MKV等），而不仅仅是VCD。早期的VCD播放软件可能更专注于VCD格式，但随着技术的发展，这些软件要么被淘汰，要么升级为支持更多格式的通用播放器。
例如，早期版本的豪杰超级解霸，它是中国大陆曾经非常流行的一款VCD播放软件，专门为VCD设计，支持MPEG-1格式。
通常情况下，现在的DVD播放软件，是可以播放VCD视频的。DVD播放軟體是電腦上借助DVD驱动器播放DVD视频的软件。如：VLC media player、MPlayer、DVD播放程式、WinDVD、PowerDVD、Media Player Classic。